# خفاش انگشت‌دراز ماناوی
خفاش انگشت‌دراز ماناوی (نام علمی: Miniopterus manavi) نام یک گونه از سرده خفاش‌های بال‌خمیده است.